# Azuay (tỉnh)
Azuay là một tỉnh của Ecuador, lập ngày 25 tháng 6 năm 1824. Tỉnh này có diện tích 7.700 km². Thủ phủ là Cuenca.
Tỉnh này nằm ở trung nam bộ của Ecuador ở vùng cao nguyên. Dãy núi qua tỉnh này đạt độ cao 4500 m trên mực nước biển tại vườn quốc gia El Cajas.
Azuay nằm bên tuyến xa lộ Panamerican. Cuenca có sân bay với các tuyến bay nối với Quito và Guayaquil. Nhà máy thủy điện lớn nhất Ecuador nằm ở trên sông Paute.

## Các tổng
Tỉnh được chia ra 14 tổng.
Tổng (thủ phủ)
1. Chordeleg (Chordeleg)
2. Cuenca (Cuenca)
3. El Pan (El Pan)
4. Girón (Girón)
5. Guachapala (Guachapala)
6. Gualaceo(Gualaceo)
7. Nabón (Nabón)
8. Oña (Oña)
9. Paute (Paute)
10. Pucará (Pucará)
11. San Fernando (San Fernando)
12. Santa Isabel (Santa Isabel)
13. Sevilla de Oro (Sevilla de Oro)
14. Sigsig (Sigsig)